# Osel africký
Osel africký (Equus africanus) je druh osla. Divoké populace tohoto druhu žijí ve východní Africe, v Etiopii a Eritreji. Osel domácí je někdy označován za poddruh tohoto druhu osla (pod názvem Equus africanus asinus).
Divoký osel africký měří zhruba 1,25 až 1,45 metru v kohoutku, váha se pohybuje mezi 230–275 kilogramy. Barva srsti je světle šedá, se žlutavým (E. a. africanus) či červenavým (E. a. somaliensis) nádechem. Oba poddruhy mají pruhované nohy, u poddruhu E. a. somaliensis je pruhování výrazné, u poddruhu E. a. africanus jen slabé. Podél páteře se táhne tzv. úhoří pruh. Poddruh E. a. africanus má na ramenou rovněž pruh příčný, vytváří se tak tmavě zbarvený ramenní kříž.
Osel africký je býložravec, živí se trávou, kůrou či listy. Aktivní je hlavně v chladnějších hodinách od pozdního odpoledne do brzkého rána. Dospělý samec si hlídá vlastní teritorium o velikosti i přes 20 km². Samice s mláďaty se sdružují do malých, nepříliš stabilních stád. Páření probíhá po celý rok. Březost trvá 330–370 dní, samice rodí jedno, výjimečně dvě mláďata. Ta se drží velmi blízko matky. K odstávce dochází nejdříve ve věku jednoho roku. V přírodě se osel africký dožívá kolem 20 let, v zajetí až 40 let.
Východoafrické divoké populace jsou hodnoceny Mezinárodním svazem ochrany přírody (IUCN) jako kriticky ohrožené. Poddruh osel núbijský (Equus africanus africanus) je zřejmě vyhubený, divoká populace poddruhu osel somálský (Equus africanus somaliensis) čítá nejvýše několik set jedinců, dalších zhruba 150 kusů je chováno ve světových zoo.

## Taxonomie
Různí autoři považují osla afrického a osla domácího buď za jeden druh, nebo za dva různé druhy. Od toho se následně odvíjí použité vědecké názvy.
Vědecké jméno Equus asinus osla domácího je starší a mělo by tedy běžně podle pravidel zoologické nomenklatury přednost. Mezinárodní komise pro zoologickou nomenklaturu (MKZN) však ve svém závazném stanovisku číslo 2027 z roku 2003 rozhodla, že v případech, kdy divoký a domestikovaný živočich jsou považovány za druh a poddruh v rámci téhož druhu, má při určení vědeckého jména druhu vždy přednost původní vědecké jméno divokého druhu, bez ohledu na časovou posloupnost. Pro osla afrického stanovisko 2027 znamenalo zachování vědeckého jména Equus africanus.
Pokud je tedy uznáván pouze jeden druh (osel domácí je brán jako poddruh osla afrického), korektní vědecké jméno osla afrického je Equus africanus a osla domácího Equus africanus asinus.
První publikované vědecké jméno pro osla afrického, Asinus africanus Fitzinger, 1858, je nomen nudum. Jméno Equus taeniopus von Heuglin, 1861 bylo odmítnuto jako nepřiřaditelné, protože je založeno na zvířeti, které nelze identifikovat a mohlo být hybridem mezi domácím oslem a oslem africkým; tento exemplář se nedochoval. Prvním použitelným názvem je tedy Asinus africanus von Heuglin & Fitzinger, 1866. Lektotypem je lebka dospělé samice získaná von Heuglinem u řeky Atbara v Súdánu a uložená ve Státním muzeu přírodní historie (Staatliches Museum für Naturkunde) ve Stuttgartu v Německu pod inventárním číslem MNS 32026.

## Poddruhy
Obecně jsou uznávány dva recentní poddruhy:
- osel núbijský Equus africanus africanus (von Heuglin & Fitzinger, 1866)
- osel somálský Equus africanus somaliensis (Noack, 1884)

Pokud jsou osel domácí a osel africký pojímání jako jeden druh, je osel domácí chápán jako forma osla afrického:
- osel domácí Equus africanus f. asinus (Linné, 1758)

Podle fosilních nálezů ze severozápadní Afriky byl popsán další poddruh:
- Equus africanus atlanticus

Existence poddruhu Equus africanus atlanticus je však zpochybňována: podle některých vědců kosterní pozůstatky, na základě kterých byl poddruh popsán, ve skutečnosti patřily (vyhynulé) zebře.

## Výskyt
Nominátní poddruh osel núbijský (Equus africanus africanus) žil v Núbijské poušti v severovýchodním Súdánu, východně od Nilu až Rudému moři a směrem na jih až k řece Atbara a severní Eritreji. Poslední spolehlivá pozorování pocházejí ze 70. let 20. století, poddruh je proto obecně považován za vyhynulý. Byly však identifikovány dvě potenciálně přeživší populace: první na ostrově Bonaire v Karibiku, druhá v oblasti Národního parku Džebel Elba na egyptsko-súdánských hranicích. Ani v jednom případě však nebyly učiněny definitivní závěry.
Poddruh osel somálský (Equus africanus somaliensis) obýval oblast Afrického rohu. Dnes přežívá v počtu maximálně několika set jedinců v kamenitých pouštních oblastech Etiopie a Eritreje. Zhruba 150 jedinců je chováno ve světových zoo.

## Popis
Osel africký je zhruba 2 metry dlouhý a v kohoutku vysoký 1,25–1,45 metru. Ocas měří 30–50 cm. Váha se pohybuje mezi 230 až 275 kilogramy. Krátká, na pohmat hladká srst má světle šedou až plavou barvu, na spodní straně těla rychle přecházející v bílou. Podél páteře má osel africký většinou tmavý úhoří pruh, tmavý ramenní kříž typický pro osly domácí je u oslů afrických vzácností. Nohy poddruhu osel somálský (E. a. somaliensis) jsou podélně pruhovány černými proužky, připomínajícími zebří pruhy. Na zadní straně krku je tuhá, vzpřímená hříva. Uši jsou velké s černými okraji. Ocas končí černou štětkou. Kopyta jsou malá, zhruba o stejném průměru jako noha nad nimi.

## Chování
Osel africký je aktivní primárně v chladnějších hodinách od pozdního odpoledne do brzkého rána. Přes den vyhledává stín či ukrýt ve skalách. Je velmi agilní a hbitý, schopný se rychle pohybovat přes kamenité planiny a v horách. Na rovině byla u osla afrického zaznamenána rychlost až 70 km/h. Kopyta jsou velmi tvrdá a rychle dorůstají.
Dospělí samci si zabírají na kopytníky neobvykle velká teritoria (udávaný průměr je 23 km²). Ke značení vlastního území slouží hromady trusu. Vzhledem k velikosti teritoria z něho nemůže dominantní samec zcela vyhnat ostatní samce, vytváří se proto hierarchická struktura, kdy dominantní samec toleruje ostatní samce ve svém teritoriu, dají-li mu najevo podřízenost, a zaměřuje se především na to, aby je udržel co nejdále od rezidentních samic. Stáda jsou obvykle malá a nestabilní, složená většinou pouze za samic a jejich potomků.
Dospělí osli afričtí jsou schopni běhat téměř stejně rychle jako koně. Na rozdíl od většiny ostatních kopytníků však v případě potenciálního nebezpečí neutíkají okamžitě pryč, ale nejprve zkoumají situaci a až následně se rozhodnou, co udělají. V případě potřeby se brání kopanci od předních i zadních nohou.

### Potrava
Potrava oslů afrických sestává z trav, kůry a listů. Přestože jsou přizpůsobeni životu v suchém klimatu, jsou závislí na vodě, a když nezískávají potřebnou vlhkost z potravy, musí pít alespoň jednou za tři dny. Mohou však přežít na překvapivě malém množství tekutin, a bylo zaznamenáno i pití slané nebo brakické vody.

### Rozmnožování

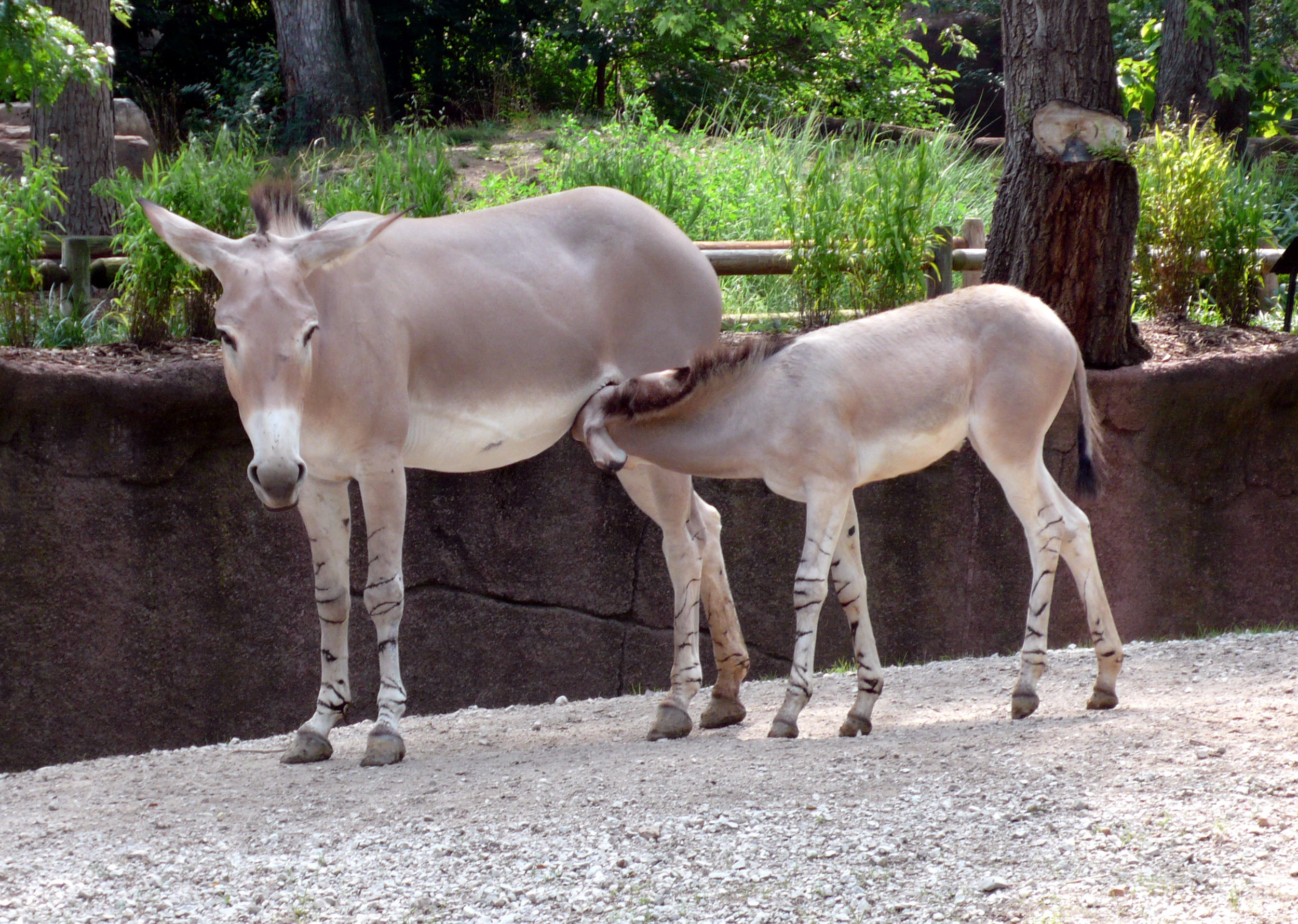
Klisna osla somálského (E. a. somaliensis) s mládětem

Samice dosahuje pohlavní dospělosti zhruba ve věku 1,5 roku, páří se však až ve věku 2–3 let. Samec je pohlavně dospělý ve dvou letech. Páření není omezeno na konkrétní roční dobu, samice v téže skupině nepřicházejí do říje současně. Období říje u samice trvá až 8 dní. U samice uspěje obvykle pouze dominantní a teritoriální samec.
Pařící rituál začíná tím, že samec očichá samici. Ta následně proti němu rituálně vykopne a popoběhne, cca o 20 metrů. Samec jí dožene, vyskočí si na ní a proběhne krátká kopulace.
Březost trvá 330 až 370 dní. Samice rodí jedno, výjimečně dvě mláďata. Matka a mládě mají na sebe silnou vazbu, v počátcích často nejsou více než metr od sebe (postupem času se tento odstup zvětšuje). Matka také mládě nekompromisně brání. Již po zhruba pěti dnech, když se prořežou první řezáky, začíná mládě přijímat rostlinnou potravu, odstávka ale nenastává dříve než po uplynutí jednoho roku.
Osel africký se dožívá v přírodě průměrně 20 let. Paraziti zatím nebyli podrobněji studováni, pouze ve vzorcích trusu z Danakilské pouště byly zjištěny zubovky (Strongylus spp.).

### Přirození predátoři a parazité
Přirozenými nepřáteli osla afrického jsou lev (Panthera leo) a hyena skvrnitá (Crocuta crocuta). Parazité nebyli zatím podrobněji studováni, ve vzorcích trusu z Danakilské pouště však byly zjištěny zubovky (Strongylus ssp.).

## Znaky a zvláštnosti
- afričtí osli jsou schopni velice dobře vidět ve tmě a také jsou nejspíš schopni rozeznávat barvy
- při napadení stáda se vůdčí hřebec postaví na obranu, přičemž i zemře, zbytek stáda uprchne do bezpečí
- osel africký je také velmi rychlým běžcem (56 km/h při běhu na 1500 m[6])

## Ohrožení
Osel africký je Mezinárodním svazem ochrany přírody (IUCN) hodnocen jakožto kriticky ohrožený druh. Hlavním ohrožením je lov kvůli jídlu a údajným medicinálním účinkům tělních částí. Dalším velkým ohrožením je omezený přístup k vodním zdrojům kvůli kompetici s hospodářskými zvířaty.